# ویلیام دی اس دانیل
ویلیام دی اس دانیل، (آشوری: ܘܠܝܡ ܕܢܝܐܝܠ) نویسنده، شاعر و موسیقیدان ایرانی-آمریکایی آشوری بود. وی در ۲۵ اسفند ۱۲۸۱ در ارومیه زاده شد و در سال ۱۹۸۸ در سن خوزه، کالیفرنیا درگذشت.

## کتاب‌ها
- سیرانو دو برگراک (برگردان)
- کتینی بزرگ (آشوری)
- رامینای شیطون بلا (داستانهای کودکان)
- اشعه‌های نور (کتاب آهنگ‌ها)
- آفرینش‌های ویلیام دانیل (مجموعه موسیقی)
- آشوری‌های امروز، مشکلات آنها و یک راه حل